# Premio Patricio Brabomalo
El Premio Patricio Brabomalo Molina es una condecoración entregada por el Concejo Metropolitano de Quito a personas LGBT que hayan destacado en la defensa de los derechos de las poblaciones LGBT. El premio fue creado mediante la ordenanza municipal 224 (artículo 31), que fue aprobada el 11 de abril de 2012. Es gestionado por la Comisión de Equidad Social y Género.
Originalmente, el nombre oficial del galardón era «Premio para la Comunidad GLBTI», pero se le designó con el nombre de Patricio Brabomalo, en honor al activista LGBT ecuatoriano de dicho nombre, el 26 de febrero de 2013.

## Lista de ganadores
| Año  | Ganador                      | Ref.        |
| ---- | ---------------------------- | ----------- |
| 2013 | Fredy Alfaro[cita requerida] |             |
| 2015 | León Sierra Páez             | [ 5 ] [ 6 ] |
| 2016 | Sandra Álvarez               | [ 7 ]       |
| 2017 | Daniel Moreno                | [ 8 ]       |
| 2018 | Geovanni Augusto Jaramillo   | [ 9 ]       |
| 2021 | Purita Pelayo                | [ 10 ]      |
| 2022 | Karla Pillajo Rodríguez      | [ 11 ]      |
| 2023 | Nebraska León                | [ 12 ]      |